# Monkey Majik
 (décembre 2021).
Monkey Majik (stylisé en MONKEY MAJIK) est un groupe japonais de pop rock, originaire de Sendai.

## Histoire
Le groupe est constitué de deux frères canadiens, Maynard et Blaise Plant, qui sont tous les deux les chanteurs principaux et les guitaristes de la formation, et de deux membres japonais, Takuya Kikuchi (alias Tax) à la batterie et Hideki Mori, alias Dick, à la basse. Les groupes Nirvana et The Pixies inspirent les premières chansons de Monkey Majik écrites et composées par Maynard Plant. Après l'arrivée de son frère, Blaise, en 2001, le groupe prend un tournant plus pop. Monkey Majik est un groupe musical de Binyl Records, une division de Avex Records.
Le groupe gagne en popularité avec le succès de leurs singles Fly et Around the World de leur album Thank You, en 2006. Ces chansons ont éventuellement atteint le sommet des classements musicaux de Oricon et leur ont permis de collaborer avec de grandes sensations japonaises telles que M-Flo et SEAMO. En 2012, Monkey Majik avait à son actif sept albums studio, quatre EP, trois albums physiques enregistrés en spectacle, trois albums digitaux enregistrés en spectacle et cinq singles certifiés par la Recording Industry Association of Japan.
En 2021, le groupe célèbre son 20e anniversaire en sortant un album intitulé 20th Anniversary BEST 花鳥風月, ainsi qu'en publiant sur leur chaîne Youtube un montage d'extraits leurs divers clips.

## Membres

### Membres actuels
- Maynard Plant (né le 6 août 1975 à Ottawa, Ontario, Canada) – auteur-compositeur, chant, guitare (depuis 2000)
- Blaise Plant (né le 18 mars 1980 à Vanier, Ottawa, Ontario, Canada) – auteur-compositeur, production, chant, guitare (depuis 2001)
- Tax (Takuya Kikuchi, 菊池拓哉?) (né le 31 août 1975 à Sendai, Miyagi, Japon) – batterie (depuis 2002)
- Dick (Hideki Mori, 森秀樹?) (né le 10 mars 1978 à Sapporo, Hokkaidō, Japon) – basse (depuis 2004)

### Membre additionnel
- Mister (Ichiro Watanabe, 渡邊一郎?) (né le 1er avril 1978 à Ōgawara, Miyagi, Japan) – clavier (depuis 2006)

### Anciens membres
- Misao Urushizaka (漆坂ミサオ?) (de Towada, Aomori, Japon) - basse (2000–2004)
- Jan Kuypers (2001–2004) – batterie
- Tom Prichard (2000) – batterie

## Discographie

### Albums studio
- 2003 : Spade
- 2005 : Eastview
- 2006 : Thank You
- 2007 : Sora wa Marude
- 2008 : Time
- 2011 : Westview
- 2012 : Somewhere Out There
- 2013 : DNA
- 2015 : Colour by Numbers
- 2016 : Southview
- 2018 : Enigma
- 2020 : Northview
- 2023 : Curtain Call
- 2024 : Circles